# ROSA Linux
ROSA Linux è una distribuzione del sistema operativo Linux, sviluppato dalla società russa LLC NTC IT ROSA; è disponibile in tre diverse versioni: ROSA Desktop Fresh, ROSA Enterprise Desktop (RED) e Rosa Enterprise Linux Server (RELS), con le ultime due volte rivolte all'utenza commerciale. Le sue edizioni desktop vengono includono anche alcune applicazioni di proprietà, come Adobe Flash Player, codec multimediali e Steam.
ROSA Desktop Fresh R11, la nuova release del desktop, è correntemente disponibile con quattro differenti ambienti desktop ufficiali: KDE4, KDE Plasma 5, LXQt e XFCE, ad altre varianti sviluppate dalla Comunità (GNOME, MATE). Esso contiene anche il software Open Source sviluppato dalla stessa Software House di Rosa Linux, come ad esempio ROSA Image Writer o ROSA Media Player. ROSA Linux è stato certificato dal Ministero della difesa russo.
ROSA Linux è nata come fork di una distribuzione GNU/Linux francese (ora non più esistente) nota come Mandriva Linux e, da allora, è stata sviluppata in modo indipendente. La società ROSA è stata fondata all'inizio del 2010 e ha rilasciato la prima versione del suo sistema operativo nel dicembre 2010. Inizialmente lo sviluppo era mirato solo agli utenti aziendali, ma alla fine del 2012, è stata rilasciata anche la versione Desktop. Diverse distribuzioni volte a ex utenti Mandriva, come MagOS Linux, ora si basano su Rosa. Prima del fallimento, Mandriva ha sviluppato le sue ultime uscite in collaborazione con Rosa. Mandriva 2011 è stata anche basata su Rosa. ROSA Enterprise Linux Server è basato su Red Hat Enterprise Linux.
Anche se la sua popolarità principale è nel mercato russo, ROSA Desktop ha anche ricevuto recensioni favorevoli da numerose pubblicazioni on-line non russi. Il sito web tedesco di tecnologia Golem.de ha elogiato ROSA per il suo sostegno alla stabilità e all'hardware, mentre LinuxInsider.com ha chiamato ROSA "una vera e propria powerhouse".